# Concha López Narváez
Concha López Narváez

## Biografía
Se crio en el municipio de Sanlúcar la Mayor (Sevilla). Estudió la carrera de Filosofía y Letras entre 1958 y 1962, licenciándose en la especialidad de Historia de América por la Universidad de Sevilla. Al terminar sus estudios fue profesora de educación secundaria impartiendo clases de Geografía, Historia, Literatura y Filosofía en varios institutos de Andalucía, profesión que compaginó con su vocación literaria, hasta que en 1983 se entregó por completo a escribir obras para el público infantil y juvenil. Igualmente dedicó dos años a la investigación histórica en el Archivo de Indias de Sevilla.
Ha cultivado diversos géneros narrativos, aunque en su producción predominan los relatos históricos y los de suspense y misterio. Es autora de novelas y cuentos cortos para periódicos y algunas de sus narraciones se incluyen en libros de texto. También es autora de diversas adaptaciones para niños y jóvenes de clásicos literarios. En los últimos años realizó una serie de obras junto a su esposo Carmelo Salmerón, con el que se casó en 1966, y junto a alguno de sus cuatro hijos: María, Miguel, Teresa y Rafael Salmerón López. Desde 1987 hasta 1990 fue Presidenta de la Asociación Española de Amigos del Libro Infantil y Juvenil y Vicepresidenta de la OEPLI (Sección Española del IBBY).
Ha escrito más de veinte libros y varios cuentos y artículos.

## Obras Literarias

### Literatura infantil
- El árbol de los pájaros sin vuelo (1987, traducido al euskera, catalán y gallego).
- Un puñado de miedos (1988).
- Amigo de palo (1987)
- Memorias de una gallina (1989, traducido al valenciano).
- El tiempo y la promesa (1991, novela histórica infantil).
- Flock y la isla verde menta (1991, junto a Carmelo Salmerón).
- Las Cabritas de Martín (1994).
- Aventuras de picofino (1995, traducido al valenciano).
- Parasubidas (1995, m m m m

junto a Carmelo Salmerón).
- El viaje de Viento Pequeño (1996, junto a Carmelo Salmerón).
- Nieve de julio (1996).
- No eres una lagartija (1996).
- El gran amor de una gallina (1997).
- El patito feo (1998).
- La Tejedora de la Muerte (1998).
- Tomás es distinto a los demás (1998, junto a Carmelo Salmerón).
- Tinka (1998, junto a Carmelo Salmerón).
- La princesa Luna y el príncipe Sol (1999).
- El cumpleaños de Tina (2001, junto a su hijo Rafael Salmon ).
- El invierno del señor Oso (2001, junto a su hijo Rafael Salmerón).
- Una familia de pingüinos (2001, junto a su hijo Rafael Salmerón).
- Vuelos sobre la selva (2001).
- Beltrán en el bosque (2002).
- Beltrán el erizo (2002).
- El príncipe y el espejo (2003, junto a su hijo Rafael Salmerón, traducido al catalán).
- Paula y el rey niño (2003, junto a su hijo Rafael Salmerón).
- Paula y el amuleto perdido (2003, junto a su hijo Rafael Salmerón).
- Aventuras de Don Quijote y Sancho (2004, recreación de la obra de Miguel de Cervantes. Prólogo Ana María Matute).
- Blas y Lúa (2004, junto a Carmelo Salmerón).
- La leyenda del viajero que no podía detenerse (2004, junto a Carmelo Salmerón).
- El oso cansado (2005, junto a su hijo Rafael Salmerón).
- Andanzas del Lazarillo de Tormes (2006, basado en la obra original: Lazarillo de Tormes).
- Andanzas de Cristóbal Colón (2006).
- El cernícalo Porqué (2006, junto a su hijo Rafael Salmerón).
- El patito feo; El huevo del patito feo (2006, junto a Fernando Lalana).
- Mi primer Platero (2006, adaptación de la obra de Juan Ramón Jiménez). wo
- Platero y yo (2006, adaptación de la obra de Juan Ramón Jiménez).
- Ahora somos tres (2007).
- Andanzas del conde Lucanor (2008, con prólogo de Montserrat Sarto).
- Cerdita quiere otra mamá (2009, junto a su hijo Rafael Salmerón).
- La Bella Durmiente / El hada de la Bella Durmiente (2009, junto a Fernando Lalana).
- Ratón de campo y ratón de ciudad; El gato enmascarado (2009, junto a Fernando Lalana).
- Paula y los caballeros de la Muerte (2010, junto a su hijo Rafael Salmerón).
- Paula y el secreto del romano (2010, junto a su hijo Rafael Salmerón).
- Sí, soy una lagartija (2011).
- Andanzas en la villa de Fuenteovejuna (2012, junto a su hijo Rafael Salmerón).
- Mi amiga Santa Teresa de Jesús (2015; ilustrado por Juan Ramón Alonso).
- Andanzas de Los miserables (2015, junto a su hijo Rafael Salmerón; basado en la obra original de Victor Hugo).
- El libro de la selva (2016, junto a Violeta Monreal; basado en la obra original de Rudyard Kipling).
- Andanzas de Don Quijote y Sancho (2016; basado en la obra original de Miguel de Cervantes y con prólogo de Ana María Matute).
- El viaje de Viento Pequeño (2016, junto a Carmelo Salmerón)
- Tinka (2016).
- Cuentos de colores de animales (2017).
- Paula y el amuleto perdido (2017).
- Krac y Croc (2017, junto a su hijo Rafael Salmerón).

### Literatura juvenil
- El Ted 1 (1983, película histórica juvenil).
- El amigo oculto y los espíritus de la tarde (1985, novela de misterio -Premio Lazarillo-).
- La colina de Edeta (1986, relato histórico-Premio CCEI-).
- El fuego de los pastores (1987).
- Endrina y el secreto del peregrino (1987, traducido al gallego).
- La sombra del gato y otros relatos de terror (1991, cuentos de misterio y terror).
- La tejedora de la muerte (1992).
- El visitante de la madrugada (1996, junto a Carmelo Salmerón).
- Las horas largas (1997-Premio CCEI-).
- Endrina y el secreto del peregrino (1997).
- El silencio del asesino (1999, novela de terror y de misterio).
- Hola, ¿está María? (1999, junto a su hijo Miguel Salmerón).
- El misterio de la dama desaparecida (2001).
- Los pasos del miedo (2003, relato de misterio).
- El abrazo de la muerte (2011, junto a su hija María Salmerón López).
- El último grito (2011, junto a su hija María Salmerón López).
- Los mellizos y el misterio del tesoro escondido (2015, junto a su hija María Salmerón López).
- Andanzas del fantasma de Canterville (2017, junto a su hijo Rafael Salmerón).
- La cabra que reinó durante 100 años (No publicado)
- Cuando deportan a un oso de peluche... (No publicado)

## Reconocimientos
- El Premio Lazarillo en 1984 por El amigo oculto y los espíritus de la tarde, incluida en la Lista de Honor del Premio  CCEI (Comisión Católica Española de la Infancia) en 1984.
- Incluida en la Lista de Honor del IBBY (La Organización Internacional para el Libro Juvenil) en 1986 su primera novela histórica para jóvenes, La tierra del Sol y la luna. Fue seleccionada por la Fundación Germán Sánchez Ruipérez, en junio de 2000 como una de las cien obras de la Literatura Infantil española del siglo XX.
- Premio CCEI con La colina de Edeta, en 1987.
- Incluida en la Lista de Honor del Premio CCEI en 1988, con Endrina y el secreto del peregrino.
- Lista de Honor CCEI 1988, por Nieve de julio.
- Lista de Honor CCEI 1989, por Amigo de palo.
- Memorias de una gallina, logró el Primer premio de la CCEI,[2] en 1990.
- Fue candidata española al Premio Andersen (1992).
- Premio Cervantes Chico de Literatura Infantil y Juvenil en 1996, por el conjunto de su obra.
- Premio CCEI 1998, por Las horas largas.
- Lista de Honor del Premio CCEI en 1990, 1991, 1993, 1995 y 2000.
- Ha sido finalista cinco veces del Premio Nacional de Literatura (1985, 1986, 1987, 1990 y 1998).